# Пяски (Воломінський повіт)
Пя́ски (пол. Piaski) — село в Польщі, у гміні Страхувка Воломінського повіту Мазовецького воєводства.
Населення — 50 осіб (2011).
У 1975—1998 роках село належало до Седлецького воєводства.

## Демографія
Демографічна структура станом на 31 березня 2011 року:
|          | Загалом | Допрацездатний вік | Працездатний вік | Постпрацездатний вік |
| -------- | ------- | ------------------ | ---------------- | -------------------- |
| Чоловіки | 30      | 5                  | 18               | 7                    |
| Жінки    | 20      | 3                  | 7                | 10                   |
| Разом    | 50      | 8                  | 25               | 17                   |